# Episodi di 8 sotto un tetto (settima stagione)
La settima stagione della serie televisiva 8 sotto un tetto è andata in onda originariamente negli Stati Uniti d'America sul canale ABC dal 22 settembre 1995 al 17 maggio 1996.
In Italia è stato trasmesso dal 16 luglio al 12 agosto 1997 su Canale 5.
| nº | Titolo originale         | Titolo italiano          | Prima TV USA      | Prima TV Italia |
| -- | ------------------------ | ------------------------ | ----------------- | --------------- |
| 1  | Little Big Guy           | Piccoli, grandi e buoni  | 22 settembre 1995 | 24 luglio 1997  |
| 2  | The Naked and the Nerdy  | Incontri sotto la doccia | 29 settembre 1995 | 16 luglio 1997  |
| 3  | Bugged                   | Insetti e pupe           | 13 ottobre 1995   | 19 luglio 1997  |
| 4  | Teacher's Pet            | Lezioni di romanticismo  | 20 ottobre 1995   | 18 luglio 1997  |
| 5  | Walking My Way Back Home | Non è mai troppo tardi   | 27 ottobre 1995   | 17 luglio 1997  |
| 6  | She's Back               | Dalla Russia con stupore | 3 novembre 1995   | 25 luglio 1997  |
| 7  | Hot Rods to Heck         | La grande sfida          | 10 novembre 1995  | 26 luglio 1997  |
| 8  | Talk's Cheap             | Amori non corrisposti    | 17 novembre 1995  | 29 luglio 1997  |
| 9  | Struck by Lightning      | Una serata tempestosa    | 24 novembre 1995  | 4 agosto 1997   |
| 10 | Best Years of Our Lives  | Gli anni migliori        | 8 dicembre 1995   | 22 luglio 1997  |
| 11 | Fa La La La Laagghh!     | Tradizioni di Natale     | 15 dicembre 1995  | 28 luglio 1997  |
| 12 | Friendship Cycles        | Alti e bassi             | 5 gennaio 1996    | 21 luglio 1997  |
| 13 | South of the Border      | Waldo nei guai           | 12 gennaio 1996   | 6 agosto 1997   |
| 14 | Life in the Fast Lane    | Su di giri               | 26 gennaio 1996   | 23 luglio 1997  |
| 15 | Random Acts of Science   | Prodigiose invenzioni    | 2 febbraio 1996   | 1º agosto 1997  |
| 16 | Tips for a Better Life   | L'ultimatum              | 9 febbraio 1996   | 5 agosto 1997   |
| 17 | Swine Lake               | Il lago dei cigni        | 16 febbraio 1996  | 31 luglio 1997  |
| 18 | My Big Brother           | Il fratello maggiore     | 23 febbraio 1996  | 30 luglio 1997  |
| 19 | Eau de Love              | Eau de Love              | 8 marzo 1996      | 2 agosto 1997   |
| 20 | Twinkle Toes Faldo       | Il re del Tip-tap        | 15 marzo 1996     | 7 agosto 1997   |
| 21 | Scammed                  | La grande truffa         | 29 marzo 1996     | 8 agosto 1997   |
| 22 | Dream Date               | Una serata perfetta      | 26 aprile 1996    | 9 agosto 1997   |
| 23 | A Ham Is Born            | È nata una stella        | 10 maggio 1996    | 11 agosto 1997  |
| 24 | Send in the Clone        | Il replicante            | 17 maggio 1996    | 12 agosto 1997  |